# Lenard (cràter)
Lenard és un cràter d'impacte situat en la cara oculta de la Lluna, prop del pol nord del satèl·lit. Forma part de la paret del cràter Hermite, i es troba al nord dels cràters Lovelace i Froelich.

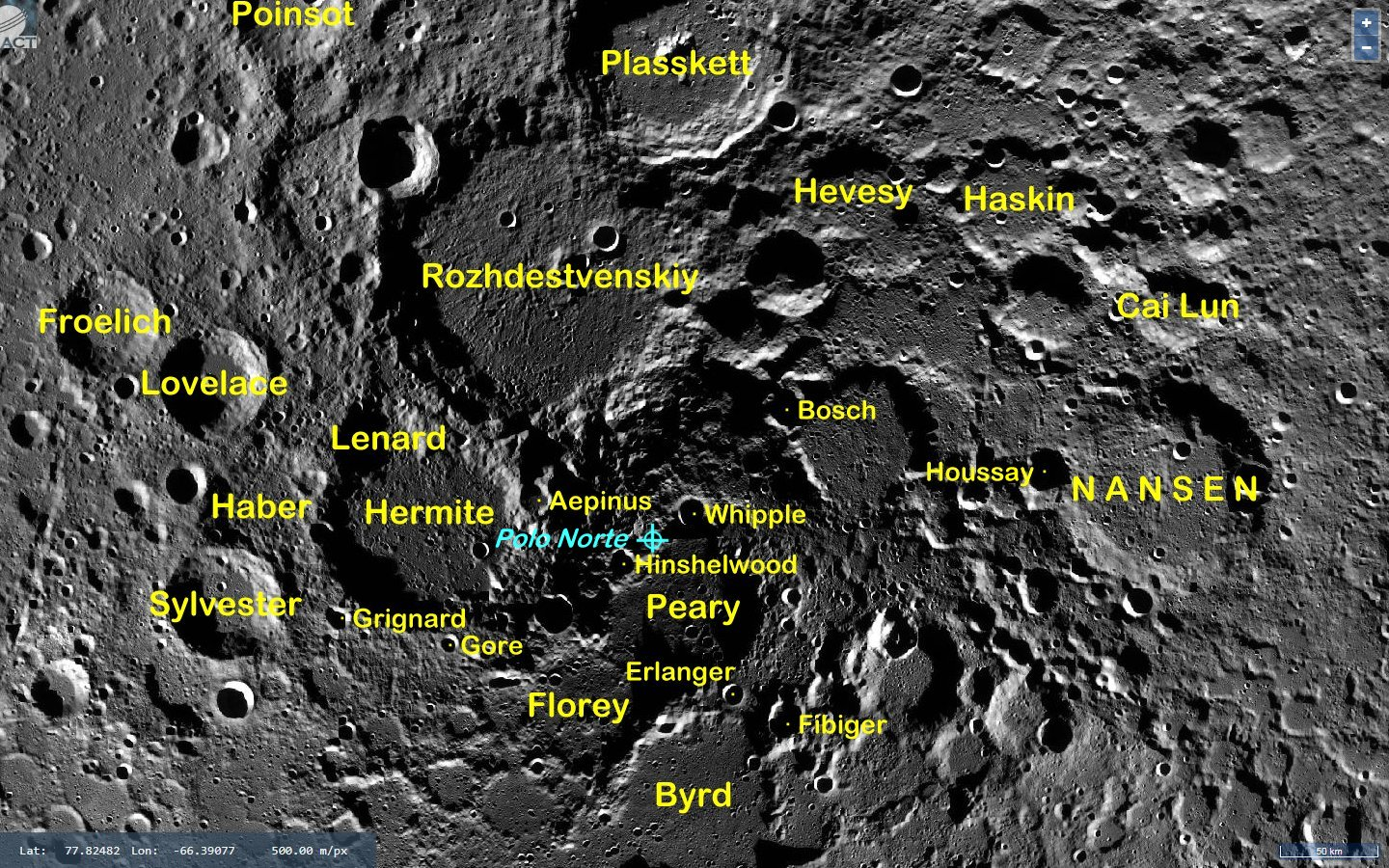
Localització de Lenard (centre de la meitat esquerra de la imatge)

El cràter té una forma circular, amb un perfil considerablement danyat. El brocal apareix molt aplanat, marcat per nombrosos cràters petits. Al nord-est, la plataforma interior de Lenard s'uneix a través de la seva vora completament destruïda amb el sòl de Hermite. L'altura del seu contorn sobre el terreny circumdant aconsegueix els 1080 m. El seu volum és d'aproximadament 1600 km³, i el seu sòl manca d'elements notables. A causa de la seva proximitat al pol nord, gairebé sempre està a l'ombra.

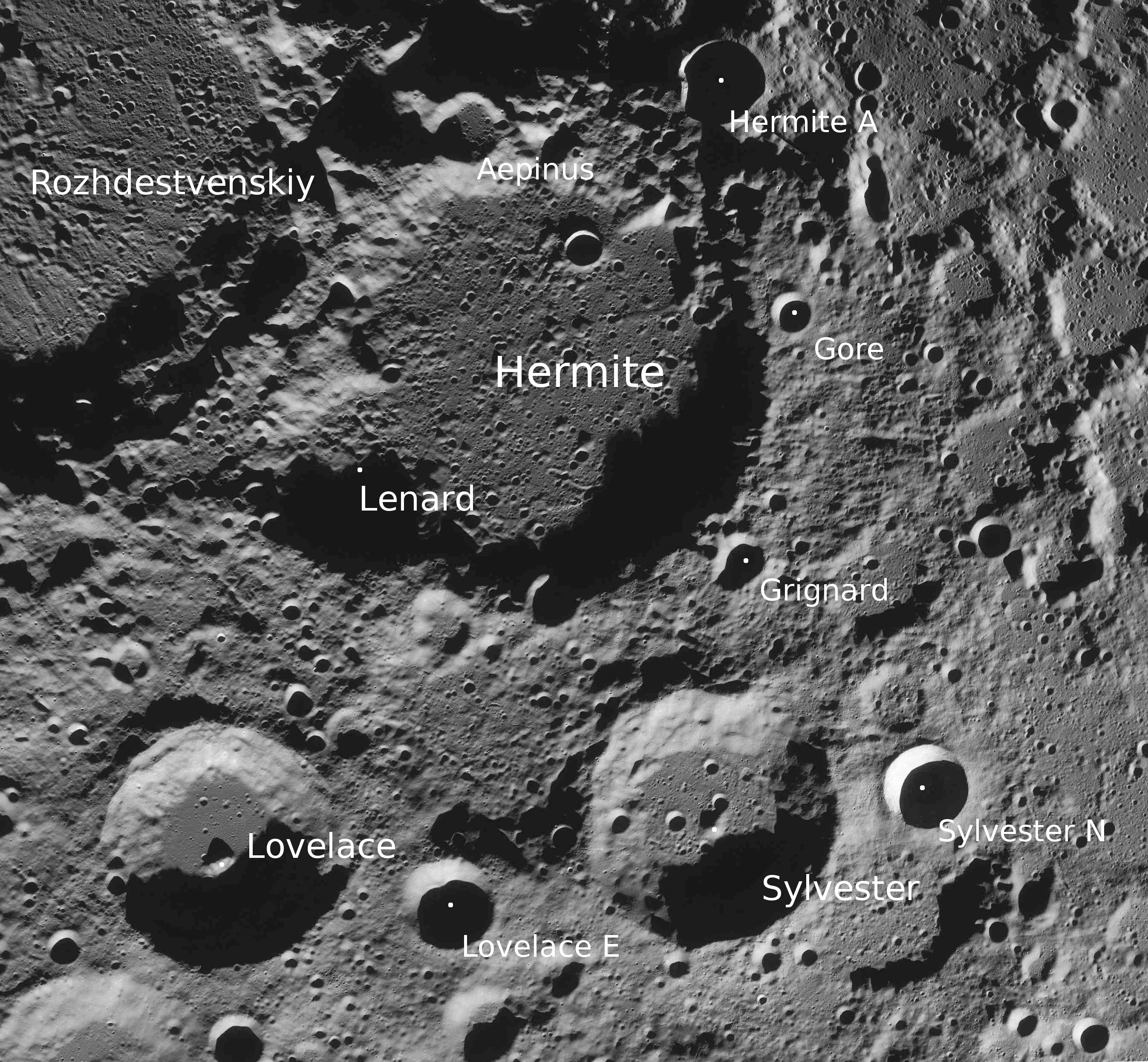
Fotografia de la missió Lunar Reconnaissance Orbiter

La UAI li va assignar el seu nom en 2008, en memòria del físic hongarès Philipp Lenard (1862-1947).